# 国夫人
国夫人，中国古代命妇的封号。如韩国夫人、谯国夫人、荣国夫人等。
唐朝初期，国夫人的封号一般用于外命妇。唐朝中后期内命妇使用此封号。唐懿宗的妃嫔王氏，在其墓志中的称谓是韩国夫人。

## 等级差别
武则天的姐姐武顺原封韩国夫人，后追赠郑国夫人。由此可见郑国夫人高于韩国夫人。

## 相关
- 郡夫人

## 相关链接
1. 中国历代职官词典[]